# Lykóstomo (ort i Grekland, Mellersta Makedonien)
Lykóstomo är en ort i Grekland.   Den ligger i prefekturen Nomós Péllis och regionen Mellersta Makedonien, i den norra delen av landet, 400 km norr om huvudstaden Aten. Lykóstomo ligger 200 meter över havet och antalet invånare är 403.
Terrängen runt Lykóstomo är varierad. Runt Lykóstomo är det ganska glesbefolkat, med 34 invånare per kvadratkilometer. Närmaste större samhälle är Aridaía, 6,3 km öster om Lykóstomo. Trakten runt Lykóstomo består till största delen av jordbruksmark.